# بول-إيميل ليكوك دو بوابدرون
بول-إيميل ليكوك دو بوابدرون (بالفرنسية: Paul-Émile Lecoq de Boisbaudran)‏ هو كيميائي فرنسي عاش في الفترة بين سنتي 1838-1912؛ وينسب إليه الفضل في اكتشاف بعض العناصر الكيميائية، وهي الغاليوم والساماريوم والديسبروسيوم. كما طور دو بوابدرون طرائق تحليلية كيميائية من أجل فصل وتنقية العناصر الأرضية النادرة؛ وكان رائداً في تطوير علم المطيافيات.